# سزار رامیرز (تنیس‌باز)
 سزار رامیرز (انگلیسی: César Ramírez؛ زاده ۲۵ ژانویهٔ ۱۹۹۰) یک تنیس‌باز اهل مکزیک است.